# Бројање
Бројање је Бијективно пресликавање скупа елемената А на скуп Б који садржи све елементе неког интервала низа природних бројева који почиње од 1, при чему је последњи елемент у том интервалу (или највећи број у скупу Б) резултат операције бројања елемената скупа А.